# Hada canescens
Hada canescens är en fjärilsart som beskrevs av Karl Schawerda 1938. Hada canescens ingår i släktet Hada och familjen nattflyn. Inga underarter finns listade i Catalogue of Life.